# Ohms (canción)
"Ohms" es una canción de la banda americana de metal alternativo Deftones. La canción fue lanzada como sencillo principal del noveno álbum de la banda, Ohms. La canción es la última que aparece en álbum.

## Video musical
Deftones lanzó una serie de teasers crípticos durante una semana a mediados de agosto de 2020. La campaña terminó el 21 de agosto de 2020 con el lanzamiento del video musical de "Ohms"; el título del álbum también fue revelado junto con la salida del video. El video fue dirigido por Rafatoon y cuenta con la banda interpretando la canción intercalando con escenas de un mundo distópico.

## Lista de canciones
| N.º | Título | Duración |  |
| 1.  | «Ohms» | 4:10     |  |

## Listas
| Listas (2020)                                 | Posición |
| --------------------------------------------- | -------- |
| Estados Unidos (Alternative Airplay)          | 61       |
| Estados Unidos (Mainstream Rock)              | 3        |
| Estados Unidos (Hot Hard Rock Songs)          | 2        |
| Estados Unidos (Hot Rock & Alternative Songs) | 31       |
| Canada Rock (Billboard)                       | 42       |
| Scottish Singles (Official Charts Company)    | 92       |

## Personal
- Chino Moreno – Voz
- Stephen Carpenter – Guitarra
- Sergio Vega – Bajo
- Frank Delgado – Teclados
- Abe Cunningham – Batería